# Freimut Börngen
Freimut Börngen (* 17. Oktober 1930 in Halle; † 19. Juni 2021 in Jena-Isserstedt) war ein deutscher Astronom.

## Leben
Börngen besuchte die Oberschule in Halle und legte dort 1951 sein Abitur ab. Er studierte Physik an der Martin-Luther-Universität Halle. Nach kurzer Tätigkeit im Bereich Medizin wurde er von Nikolaus Richter als wissenschaftlicher Mitarbeiter an das Karl-Schwarzschild-Observatorium (heute: Thüringer Landessternwarte) in Tautenburg gerufen, wo er bis zu seiner Emeritierung 1995 tätig war. Seit seinem Eintritt in den Ruhestand blieb er als freier Mitarbeiter für die Landessternwarte tätig und kümmerte sich intensiv um die Namensgebungen der vielen, von ihm entdeckten Asteroiden. Ab Juli 2010 war er verwitwet. Er hinterließ zwei Kinder.

## Werk
Börngen erforschte Galaxien mit dem 2-Meter-Schmidt-Spiegel des Karl-Schwarzschild-Observatoriums. Er wurde Mitglied der Kommission 28 (Galaxien) der IAU. Er entdeckte über 500 Asteroiden. Die Auswertung der Fotoplatten auf Spuren von Asteroiden musste er anfänglich in seiner Freizeit vornehmen, da die Suche nach Kleinplaneten für die DDR-Wissenschaftsmanager nicht prestigeträchtig genug erschien. Bei den Namensgebungen beschränkte er sich während der DDR-Zeit auf politisch neutrale Bezeichnungen, so u. a. auf Themen aus Thüringen, berühmte Wissenschaftler oder Komponisten, darunter (2424) Tautenburg, (3245) Jensch, (3181) Ahnert, (4134) Schütz oder (3941) Haydn. Nach dem Mauerfall wandte sich Börngen bei den Namensvorschlägen zunehmend und systematisch historischen, kulturellen, wissenschaftlichen und geografischen Bezeichnungen zu und ehrte mit einzelnen Benennungen sogar verdiente Amateurastronomen. Beispiele: (5224) Abbe, (23578) Baedeker, (8853) Gerdlehmann, (11496) Grass, (11547) Griesser, (13086) Sauerbruch, (16438) Knöfel, (19126) Ottohahn, (19136) Strassmann und (52334) Oberammergau.
Eine Reihe der in Tautenburg entdeckten Asteroiden tragen die Namen von Widerstandskämpfern gegen die Nazi-Unterdrückung, wie zum Beispiel (7256) Bonhoeffer, (7571) Weisse Rose, (8171) Stauffenberg und (11075) Dönhoff. Namen wie (17496) Augustinus, (19263) Lavater, (27764) Von Flüe und (96205) Ararat dokumentieren schließlich ein reges Interesse an religionsgeschichtlichen Themen.
Freimut Börngen erwarb sich mit seinen stets sorgfältig ausgearbeiteten Begründungen der Asteroidennamen über Deutschlands Grenzen hinaus Ansehen.

## Ehrungen
Die Steirische Landesregierung verlieh Freimut Börngen 1997 im Weißen Saal der Grazer Burg das Große Ehrenzeichen der Steiermark; er hat etwa 40 Planetoiden Namen mit Bezug zu Österreich gegeben.
Im Jahr 2006 wurde ihm vom damaligen Bundespräsidenten Horst Köhler das Bundesverdienstkreuz am Bande verliehen.
Im November 2007 erhielt er von der Salzburger Landeshauptfrau Gabi Burgstaller den Freundschaftsbecher des Bundeslandes Salzburg und von der Stadt Hallein den Franz-Xaver-Gruber-Preis überreicht. Hintergrund der letzteren Auszeichnung: Börngen hatte 2004 den Komponisten des weltbekannten Weihnachtsliedes Stille Nacht zusammen mit dem Textautor Joseph Mohr durch die Benennung des Asteroiden (65675) Mohr-Gruber gewürdigt.
Die Internationale Astronomische Union ehrte ihn schon vor Jahren mit dem Asteroiden (3859) Börngen, der von Edward L. G. Bowell an der Anderson Mesa Station des Lowell-Observatoriums bei Flagstaff, Arizona, entdeckt worden war.
Am 19. Juni 2021 starb Freimut Börngen in seinem 91. Altersjahr zuhause in Jena-Isserstedt. Er fand zusammen mit seiner bereits 2010 verstorbenen Frau Barbara (geb. Benckert) seine letzte Ruhe im Familiengrab der Börngens auf dem Friedhof von St. Laurentius in Halle.